# Dopamin b-monooksigenaza
Dopamin b-monooksigenaza (EC 1.14.17.1, dopaminska beta-hidroksilaza, MDBH (membranska dopaminska beta-monooksigenaza), SDBH (rastvorna dopaminska beta-monooksigenaza), dopaminska B-hidroksilaza, 3,4-dihidroksifenetilaminska beta-oksidaza, 4-(2-aminoetil)pirokateholna beta-oksidaza, dopa beta-hidroksilaza, dopaminska beta-oksidaza, dopaminska hidroksilaza, fenilaminska beta-hidroksilaza, (3,4-dihidroksifenetilamin)beta-mono-oksigenaza, DbetaM (gen)) je enzim sa sistematskim imenom dopamin,askorbat:kiseonik oksidoreduktaza (beta-hidroksilacija). Ovaj enzim katalizuje sledeću hemijsku reakciju
dopamin + askorbat + O2 {\displaystyle \rightleftharpoons } noradrenaline + dehidroaskorbat + 2O
Ovaj enzim sadrži bakar. Njega stimuliše fumarat.

## Literatura
- Nicholas C. Price; Lewis Stevens (1999). Fundamentals of Enzymology: The Cell and Molecular Biology of Catalytic Proteins (Third изд.). USA: Oxford University Press. ISBN 019850229X.
- Eric J. Toone (2006). Advances in Enzymology and Related Areas of Molecular Biology, Protein Evolution (Volume 75 изд.). Wiley-Interscience. ISBN 0471205036.
- Branden C; Tooze J. Introduction to Protein Structure. New York, NY: Garland Publishing. ISBN 0-8153-2305-0.
- Irwin H. Segel. Enzyme Kinetics: Behavior and Analysis of Rapid Equilibrium and Steady-State Enzyme Systems (Book 44 изд.). Wiley Classics Library. ISBN 0471303097.

## Spoljašnje veze
- Dopamine+beta-monooxygenase на 